# مارتین بارلو
مارتین بارلو (انگلیسی: Martin Barlow؛ زادهٔ ۲۵ ژوئن ۱۹۷۱) بازیکن فوتبال اهل بریتانیا است.
از باشگاه‌هایی که در آن بازی کرده‌است می‌توان به باشگاه فوتبال اکستر سیتی، باشگاه فوتبال پلیموث آرگیل، باشگاه فوتبال ویموث، و باشگاه فوتبال یئوویل تاون اشاره کرد.